# Paul Thomas Anderson
Paul Thomas Anderson (Studio City, California; 26 de junio de 1970) es un director, guionista y productor de cine estadounidense. Ha dirigido nueve largometrajes: Sydney (1996), Boogie Nights (1997), Magnolia (1999), Embriagado de amor (2002), There Will Be Blood (2007), The Master (2012), Puro vicio (2014), Phantom Thread (2017) y Licorice Pizza (2021). Ha estado nominado a ocho premios Óscar por Phantom Thread (mejor película, mejor director), There Will Be Blood (mejor director, mejor película y mejor guion adaptado), Inherent Vice (mejor guion adaptado), Magnolia (mejor guion original) y Boogie Nights (mejor guion original); ha ganado el premio a (mejor director) del Festival de Cannes por Embriagado de amor, un Oso de Oro y un Oso de Plata a la mejor dirección del Festival internacional de Cine de Berlín y un León de Plata al mejor director del Festival internacional de Cine de Venecia. Así como un BAFTA a mejor guion original por Licorice Pizza.
Anderson ha sido señalado como «uno de los talentos más fascinantes en aparecer en años» y uno de los «supremos talentos de hoy en día». Después del estreno de Boogie Nights y Magnolia, Anderson fue catalogado como niño prodigio. En 2004, Anderson fue colocado en el número 21 en la lista de los mejores cuarenta directores realizada por The Guardian. En 2007, Total Film lo colocó en el número 20 de los mejores directores de todos los tiempos, mientras que el American Film Institute lo considera como "uno de los maestros modernos del cine estadounidense". En 2011, Entertainment Weekly lo nombró como el décimo mejor director del momento refiriéndose a él como «uno de los directores más dinámicos que surgieron en los últimos veinte años».

## Primeros años
Anderson nació en Studio City, California, hijo de Bonnie Gough y Ernie Anderson, quien fue actor y voz de la cadena American Broadcasting Company (ABC) y del personaje de terror Ghoulardi, de donde la compañía productora de su hijo toma el nombre: Ghoulardi Film Company. Creció en Valle de San Fernando y asistió a varias escuelas como Buckley in Sherman Oaks, John Thomas Dye School, Campbell Hall School, Cushing Academy y Montclair Prep. Luego asistió a la Universidad de Nueva York, pero abandonó después de dos días.

## Carrera
El interés de Anderson en el cine comenzó a una temprana edad. Durante su época en la secundaria, realizó un documental satírico de 30 minutos de duración titulado The Dirk Diggler Story (1988), acerca de un joven estrella porno (inspirado por John Holmes, quien más adelante también serviría como principal inspiración para Boogie Nights).
Después de un breve período en Emerson College y un período aún más corto en la Universidad de Nueva York, Anderson comenzó su carrera como asistente de producción en telefilmes, videoclips y shows en Los Ángeles y Nueva York. Luego realizó Cigarettes and Coffee (1992), un cortometraje de cinco viñetas ambientado en una cafetería (no confundir con Coffee and Cigarettes de Jim Jarmusch). El corto fue proyectado en el Festival de cine de Sundance de 1993, donde recibió elogios considerables. En unos pocos años, Anderson hizo su largometraje debut, Sydney, que posteriormente sería retitulado Hard Eight (1996).
La película que lanzó su carrera fue Boogie Nights. Adaptando su personaje Dirk Diggler a un largometraje, fue lanzada el 10 de octubre de 1997, triunfando tanto a nivel de la crítica como a nivel comercial. Fue una de las películas con mejor crítica del año y es considerada uno de los mejores retratos de la industria del cine porno. Esta película, además, hizo resurgir la carrera de Burt Reynolds (que fue nominado al Óscar) y lanzó a Mark Wahlberg y a Julianne Moore dentro de la categoría de actores de primer nivel.
La siguiente película de Anderson fue Magnolia (1999), que cuenta la historia de la peculiar interacción de las vidas de varios individuos en el Valle de San Fernando, California. Entretejiendo nueve argumentos distintos, Magnolia utiliza tomas extralargas, en un estilo muy diferente al de las películas mainstream de Hollywood. Magnolia fue incluida en los top 10 de más de 150 críticos en 1999, y recibió tres nominaciones a los premios Óscar: al Mejor actor de reparto (Tom Cruise), a la Mejor canción original y al Mejor guion original. En una entrevista después del lanzamiento de la película Anderson dijo: «lo que realmente siento es que Magnolia es, para bien o para mal, la mejor película que habré hecho».

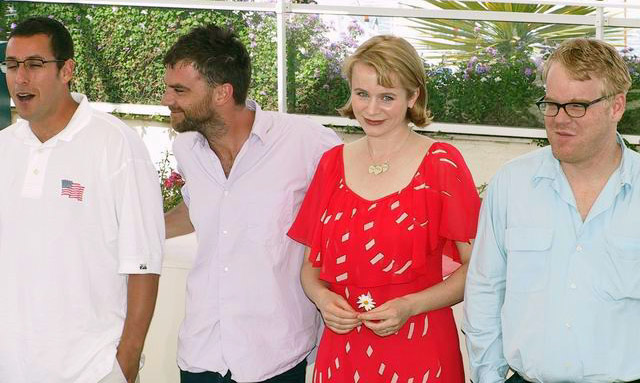
Adam Sandler, Anderson, Emily Watson y Philip Seymour Hoffman en el Festival de Cannes (2002).

Regresó con la comedia romántica Embriagado de amor (2002), protagonizada por Adam Sandler. La historia se centra en un hostigado dueño de un pequeño negocio que se embarca en una relación romántica con una misteriosa mujer (Emily Watson). Sandler recibió críticas positivas por su papel, que fue su primer trabajo alejado de las típicas comedias que lo hicieron famoso. Roger Ebert escribió que «Sandler, liberado de las fórmulas que lo limitan, revela inesperada profundidad como actor. Mirando esta película, puedes imaginarlo en papeles de Dennis Hopper. Tiene oscuridad, obsesión y energía». La película recaudó solamente 17 millones de dólares a pesar de los 25 con que fue realizada.
La siguiente película de Anderson, There Will Be Blood, fue una libre adaptación de la novela de Upton Sinclair titulada ¡Petróleo! La novela trata sobre los escándalos petrolíferos durante la administración Harding, describiendo a lo largo de la historia un detallado retrato del desarrollo de la industria petrolífera en el sur de California. El presupuesto para la película fue de 25 millones de dólares, y recaudó 40 millones. Fue protagonizada por Daniel Day-Lewis, quien se llevó el Oscar como Mejor actor por su papel, y Paul Dano, quien recibió una nominación al premio BAFTA como mejor actor de reparto. Anderson fue nominado como Mejor director por el Gremio de directores americanos. La película también recibió ocho nominaciones al premio Oscar, la de mayor número de nominaciones junto a No Country for Old Men. Anderson recibió nominaciones a Mejor película, Mejor director y Mejor guion adaptado, siendo derrotado por los hermanos Coen en las tres categorías.
En diciembre de 2009 Variety anunció que Anderson estaba trabajando en un nuevo guion, titulado The Master, acerca de un «intelectual carismático» que funda una nueva religión en los años 1950. Aunque la película no hace referencia al movimiento, está inspirada en la cienciología. El colaborador frecuente de Anderson, Philip Seymour Hoffman, es el protagonista, y se rumoreó que Jeremy Renner y Reese Witherspoon estarían en la película, pero los papeles fueron finalmente para Joaquin Phoenix y Amy Adams. The Master fue estrenada el 1 de septiembre de 2012 en el festival de Venecia y posteriormente en Estados Unidos el 14 de septiembre de 2012.
A comienzos de 2015, Anderson viajó a Rajastán (India) para grabar un documental sobre el proceso de grabación del álbum Junun, que realizaría Jonny Greenwood, guitarrista de Radiohead y compositor habitual de Anderson, junto al músico israelí Shye Ben Tzur y el grupo indio Rajasthan Express, contando con la producción musical de Nigel Godrich. La realización del disco tuvo lugar en la Fortaleza de Mehrangarh. El documental, titulado Junun al igual que el álbum, fue estrenado el 8 de octubre en MUBI.
En 2021 se estrenó su siguiente película, Licorice Pizza. En  ella se puede apreciar como el estilo del director continua evolucionando. Además, supuso el debut en la actuación el debut de Cooper Hoffman, hijo del fallecido Philip Seymour Hoffman, y de Alana Haim, miembro del grupo musical Haim, al que Anderson ha dirigido varios videoclips. Cabe destacar también el cameo del padre de Leonardo DiCaprio. La película obtuvo varias nominaciones a los Oscars, entre ellas la de mejor película y dirección.
Aparte de su carrera como cineasta también participó en Saturday Night Live. 

## Estilo, temáticas y sellos personales
Anderson se ha hecho famoso por hacer películas con repartos corales e historias entrelazadas de una elevada complejidad, como es el caso de Boogie Nights (1997) y Magnolia (1999). Forma parte de la primera generación de los «directores de videocassette», directores como Quentin Tarantino, David Fincher, Richard Linklater y Kevin Smith que crecieron viendo cientos y cientos de películas en vídeo, y tienen un saber casi enciclopédico de la técnica y las referencias culturales.
Temas como las relaciones familiares, el destino, la predestinación amorosa y el papel de los medios de comunicación en la vida actual también son recurrentes en su obra. El director desarrolla las interconexiones entre los personajes de una forma imprevisible, a veces incluso caótica. Uno de los sellos característicos de Anderson es el utilizar poquísimos cortes, dependiendo, de esta manera, fuertemente de los travelings (como ocurre en el comienzo de Boogie Nights, que dura aproximadamente tres minutos sin un solo corte) y a menudo utilizando el sonido y la música de manera enfática. 
Dos etapas, marcadas por el parón de cinco años entre Embriagado de amor y There Will Be Blood, muestran un cambio y hasta una maduración en el estilo del director angelino. En la primera etapa, el director rinde homenaje a las películas de Robert Altman como Nashville con un montaje acelerado, corte sobre el plano y los elencos corales, en la que llegaría a un sumun en Magnolia. En su segunda etapa, que comienza con There Will Be Blood, el director empieza a crear una estilo propio, deja los cortes y fundamenta sus películas con montaje sobre el plano, se preocupa más en lo que dice la imagen, además de realizar films menos acelerados que llegan a la psique humana.
Anderson ha tenido el hábito de repetir con ciertos actores. Philip Seymour Hoffman ha aparecido en todas las producciones de Anderson excepto en Phantom Thread, Inherent Vice y There Will Be Blood. Otros actores con múltiples apariciones en sus películas son Philip Baker Hall, John C. Reilly, Luis Guzmán, Ricky Jay, Julianne Moore, William H. Macy, Melora Walters, Adam Sandler y el difunto Robert Ridgely. Sus tres películas más famosas (después de Sydney) fueron refrendadas con la aparición de las superestrellas hollywoodienses Burt Reynolds, Tom Cruise y Adam Sandler, respectivamente. Además, Robert Elswit ha sido director de fotografía de casi todas sus películas, excepto en Phantom thread y Licorice pizza (en el que el mismo Anderson fue director de fotografía).

## Vida personal
Anderson y la cantante Fiona Apple tuvieron una relación por varios años; aparecen juntos en el documental de la realización de Magnolia en el DVD. 
El director es actualmente pareja de Maya Rudolph, exintegrante de Saturday Night Live. Viven en Los Ángeles y Nueva York, y tienen cuatro hijos: Pearl Minnie Anderson (2005), Lucille Anderson (2009), Jack Anderson (2011) y Minnie Ida (2013).

## Filmografía (como director y guionista)

### Largometrajes de ficción
- Sydney (1996)
- Boogie Nights (1997)
- Magnolia (1999)
- Embriagado de amor (2002)
- There Will Be Blood (2007)
- The Master (2012)
- Inherent Vice (2014)
- Phantom Thread (2017)
- Licorice Pizza (2021)
- Una batalla tras otra (2025)

### Documentales
- Junun (2015)

### Cortometrajes
- The Dirk Diggler Story (1987)
- Cigarettes and Coffee (1993)
- Flagpole Special (1997)
- Couch (2002)
- Anima (2019)

### Videos musicales
- «Try» de Michael Penn (1997)
- «Across the Universe» de Fiona Apple (1998)
- «Fast as You Can» de Fiona Apple (1999)
- «Save Me» de Aimee Mann (1999)
- «Limp» de Fiona Apple (2000)
- «Paper Bag» de Fiona Apple (2000)
- «Here We Go» de Jon Brion (2002)
- «Hot Knife» de Fiona Apple (2013)
- «Sapokanikan» de Joanna Newsom (2015)
- «Divers» de Joanna Newsom (2015)
- «Daydreaming» de Radiohead (2016)
- «Right Now» de Haim (2017)
- «Little of Your Love» de Haim (2017)
- «Summer Girl» de Haim (2019)
- «Now I'm In It» de Haim (2019)
- «Hallelujah» de Haim (2019)
- «The Steps» de Haim (2020)

## Premios y distinciones
Premios Óscar
| Año  | Categoría            | Película            | Resultado |
| ---- | -------------------- | ------------------- | --------- |
| 1998 | Mejor guion original | Boogie Nights       | Nominado  |
| 2000 | Mejor guion original | Magnolia            | Nominado  |
| 2008 | Mejor película       | There Will Be Blood | Nominado  |
| 2008 | Mejor director       | There Will Be Blood | Nominado  |
| 2008 | Mejor guion adaptado | There Will Be Blood | Nominado  |
| 2015 | Mejor guion adaptado | Puro vicio          | Nominado  |
| 2018 | Mejor película       | El hilo invisible   | Nominado  |
| 2018 | Mejor director       | El hilo invisible   | Nominado  |
| 2021 | Mejor película       | Licorice Pizza      | Nominado  |
| 2021 | Mejor director       | Licorice Pizza      | Nominado  |
| 2021 | Mejor guion original | Licorice Pizza      | Nominado  |

Premios BAFTA
| Año  | Categoría            | Película          | Resultado |
| ---- | -------------------- | ----------------- | --------- |
| 2021 | Mejor guion original | Licorice Pizza    | Ganador   |
| 2007 | Mejor película       | Pozos de ambición | Nominado  |
| 2007 | Mejor director       | Pozos de ambición | Nominado  |
| 2007 | Mejor guion adaptado | Pozos de ambición | Nominado  |
| 1997 | Mejor guion original | Boogie Nights     | Nominado  |

Festival Internacional de Cine de Venecia
| Año  | Categoría                                        | Película   | Resultado |
| ---- | ------------------------------------------------ | ---------- | --------- |
| 2012 | León de Plata a la mejor dirección               | The Master | Ganador   |
| 2012 | FIPRESCI Awards Mejor película (sección oficial) | The Master | Ganador   |

Festival Internacional de Cine de Cannes
| Año  | Categoría      | Película         | Resultado |
| ---- | -------------- | ---------------- | --------- |
| 2002 | Mejor Director | Punch-Drunk Love | Ganador   |

Festival Internacional de Cine de Berlín
| Año  | Categoría                         | Película          | Resultado |
| ---- | --------------------------------- | ----------------- | --------- |
| 2000 | Oso de Oro a mejor película       | Magnolia          | Ganador   |
| 2008 | Oso de Plata a la mejor dirección | Pozos de ambición | Ganador   |
| 2008 | Oso de Oro a mejor película       | Pozos de ambición | Nominado  |